# Девід Лінч
Де́від Кіт Лінч (англ. David Keith Lynch; 20 січня 1946, Міссула, Монтана — 16 січня 2025) — американський кінорежисер, музикант, художник і актор. Представник американського незалежного кінематографу.
Фільми Лінча вирізняються елементами сюрреалізму, атмосферою жаху і марень, дивними й відразливими образами та оригінальною музикою. Більшість його робіт досліджують темну сторону життя маленьких міст США (наприклад фільм «Синій оксамит» та серіал «Твін Пікс») або незграбних метрополісів («Голова-гумка», «Загублене шосе», «Малголленд Драйв»). Через його своєрідний стиль та акцент на американській психіці, продюсер Мел Брукс якось назвав Лінча «Джіммі Стюартом з Марса».
Лінч був одним із небагатьох сучасних режисерів із одразу впізнаваним візуальним і вербальним стилем. Хоч він ніколи не збирав великих кас і не завжди був фаворитом кінокритиків, його творчість породила своєрідний культ.

## Раннє життя
Девід Кіт Лінч народився в 1946 році в Міссулі, штат Монтана. Його батько, Дональд Уолтон Лінч (1915—2007), був вченим-дослідником у Міністерстві сільського господарства США (USDA). Мати, Едвін «Санні» Лінч (уроджена Сундберг; 1919—2004), була репетитором англійської мови. Двоє прадідів Лінча по материнській лінії були фінсько-шведськими іммігрантами, які прибули до США в XIX столітті. Він був вихований як пресвітеріанин. Лінчі часто переїжджали відповідно до того, куди USDA призначило Дональда. Через це Лінч переїхав з батьками в Сендпойнт, штат Айдахо, коли йому було два місяці; через два роки, після народження його брата Джона, сім'я переїхала в Спокан, штат Вашингтон. Там народилася сестра Лінча Марта. Потім родина переїхала до Дарема, штат Північна Кароліна, Бойсе, штат Айдахо, та Александрії, штат Вірджинія. Лінч з відносною легкістю пристосувався до цього швидкоплинного раннього життя, зазначивши, що зазвичай у нього не виникало проблем з пошуком нових друзів щоразу, коли він починав відвідувати нову школу. Про своє раннє життя він зазначив:
У дитинстві я вважав світ цілком і цілком фантастичним. Звісно, у мене були звичайні страхи, як іти до школи... для мене тоді школа була злочином проти молоді. Це знищило насіння свободи. Вчителі не заохочували до знань.

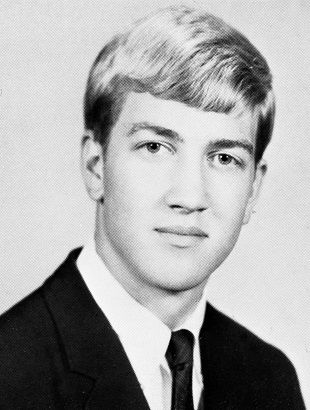
Лінч в старшій школі, 1964

Паралельно з навчанням у школі Лінч приєднався до бойскаутів, хоча пізніше він сказав, що «став [скаутом] лише тому, щоб я міг кинути це й залишити це позаду». Він піднявся до найвищого звання Eagle Scout. Як орлиний скаут, він разом з іншими бойскаутами був присутній біля Білого дому на інавгурації президента Джона Ф. Кеннеді, яка відбулася на 15-й день народження Лінча. Лінч також цікавився живописом і малюванням з раннього дитинства, і його зацікавила ідея займатися цим професійно, коли він жив у Вірджинії, де батько його друга був професійним художником.
У середній школі Френсіса К. Хаммонда в Александрії Лінч не досяг успіху в навчанні, його мало цікавили шкільні заняття, але він користувався популярністю серед інших учнів, і після закінчення вирішив, що хоче вивчати живопис у коледжі. Він розпочав навчання в Коркоранській школі мистецтв і дизайну у Вашингтоні, округ Колумбія, перш ніж у 1964 році перейшов до Школи Музею образотворчих мистецтв у Бостоні. Він кинув навчання вже через рік, сказавши: «Я ВЗАГАЛІ не був натхненний у цьому місці». Натомість він вирішив, що хоче три роки подорожувати Європою зі своїм другом Джеком Фіском, який був так само незадоволений своїм навчанням у Куперському союзі сприяння розвитку науки та мистецтва. У них були певні надії, що вони зможуть навчатися в Європі в австрійського художника — експресіоніста Оскара Кокошки в його школі. Однак, доїхавши до Зальцбурга, вони виявили, що Кокошка не може їх навчати; розчаровані, вони повернулися до Сполучених Штатів, провівши лише два тижні в Європі.

## Кар'єра

### 1960-ті: Філадельфія та короткометражні фільми
Повернувшись у Сполучені Штати, Лінч повернувся до Вірджинії, але оскільки його батьки переїхали до Волнат-Крік, штат Каліфорнія, він деякий час залишився у свого друга Тобі Кілера. Він вирішив переїхати до Філадельфії та вступити до Пенсильванської академії витончених мистецтв за порадою Фіска, який уже там був зарахований. Лінч віддав перевагу цьому коледжу, сказавши: «У Філадельфії були чудові та серйозні художники, і всі надихали один одного, і там був чудовий час». Саме тут у нього почалися стосунки з однокурсницею Пеггі Ріві, з якою він одружився в 1967 році. Наступного року Пеггі народила дочку Дженніфер. Пізніше Пеггі сказала:
[Лінч] безперечно був батьком неохоче, але дуже люблячим. Гей, я була вагітна, коли ми одружилися. Ми обидва не планували дитину.
Сім'єю вони переїхали до філадельфійського району Фермаунт, де купили 12-кімнатний будинок за відносно низьку ціну в 3500 доларів через високий рівень злочинності та бідності в цьому районі. Пізніше Лінч сказав:
Ми жили бідно, але місто було сповнене страху. На вулиці застрелили дитину... Нас двічі грабували, вибивали вікна, викрадали машину. Вперше дім зламали лише через три дні після того, як ми переїхали... Відчуття було таким близьким до надзвичайної небезпеки, і страх був таким сильним. Було насильство, ненависть і бруд. Але найбільший вплив у моєму житті мало це місто.

Тим часом, щоб допомогти родині, він влаштувався друкувати гравюри. У Пенсильванській академії Лінч зняв свій перший короткометражний фільм «Шість хворих осіб» (1967). У нього вперше виникла ця ідея, коли він захотів, щоб його картини рухалися, і він почав обговорювати створення анімації з художником на ім'я Брюс Самуельсон. Коли цей проєкт так і не був реалізований, Лінч вирішив працювати над фільмом сам і придбав найдешевшу 16-мм камеру, яку міг знайти. Взявши одну із занедбаних верхніх кімнат академії як робочий простір, він витратив 150 доларів, що на той час йому здалося чималими грошима, щоб зняти цей короткометражний фільм. Назвавши фільм «57 секунд росту й вогню, і три секунди блювотини», Лінч показав його на щорічній виставці в кінці року в Академії, де він розділив спільний перший приз із картиною Ноеля Махаффі. Це призвело до замовлення від одного з його однокурсників, багатого Г. Бартона Вассермана, який запропонував йому 1000 доларів на створення кіноінсталяції у своєму домі. З них 478 доларів він витратив на вживаний Bolex «камера [своєї] мрії», Лінч створив новий короткометражний анімаційний фільм, але після проявлення плівки зрозумів, що результатом є розмитий безрамковий відбиток. Пізніше він сказав:
Тож я подзвонив [Вассерману] і сказав: «Барт, фільм — катастрофа. Камера була зламана, і те, що я зробив, не вийшло.
Той сказав:
Не хвилюйся, Девіде, візьми решту грошей і зроби для мене щось інше. Просто дай мені відбиток». Кінець історії.
На всі гроші, що залишилися, Лінч вирішив поекспериментувати з поєднанням анімації та живих дій, створивши чотирихвилинний короткометражний фільм «Алфавіт» (1968). У фільмі знялася дружина Лінча Пеггі в ролі персонажа, відомого як Дівчина, яка повторює алфавіт перед тим, як померти в кінці від крововиливу на простирадлі. Додавши звуковий ефект, Лінч використав зламаний магнітофон Uher, щоб записати звук плачу Дженніфер, створивши спотворений звук, який Лінч вважав особливо ефективним. Пізніше, описуючи те, що його надихнуло, Лінч сказав:
Одної ночі племінниця Пеггі бачила поганий сон і мучилася промовляти алфавіт уві сні. Тож із цього почалався «Алфавіт». Все інше було просто підсвідомим.
Дізнавшись про нещодавно заснований Американський інститут кіномистецтва, який надавав гранти кінематографістам, які могли підтвердити свою заявку попередньою роботою та сценарієм проєкту, Лінч вирішив надіслати їм копію «Алфавіт» разом із сценарієм нового короткометражного фільму «Бабуся». Інститут погодився допомогти профінансувати роботу, спочатку запропонувавши йому 5000 доларів із запропонованого бюджету в 7200 доларів, але пізніше надав йому додаткові 2200 доларів. У головних ролях знімалися люди, яких він знав як з роботи, так і з коледжу, і знімав у власному домі. «Бабуся» розповідає про хлопчика, який «вирощує» бабусю із насіння, яка б могла піклуватися про нього. Кінокритики Мішель Ле Блан і Колін Оделл написали:
Цей фільм є справжнім диваком, але містить багато тем та ідей, які просочилися в його пізніші роботи, і демонструє дивовижне розуміння середовища.

### 1970-ті: Лос-Анджелес іГолова-гумка

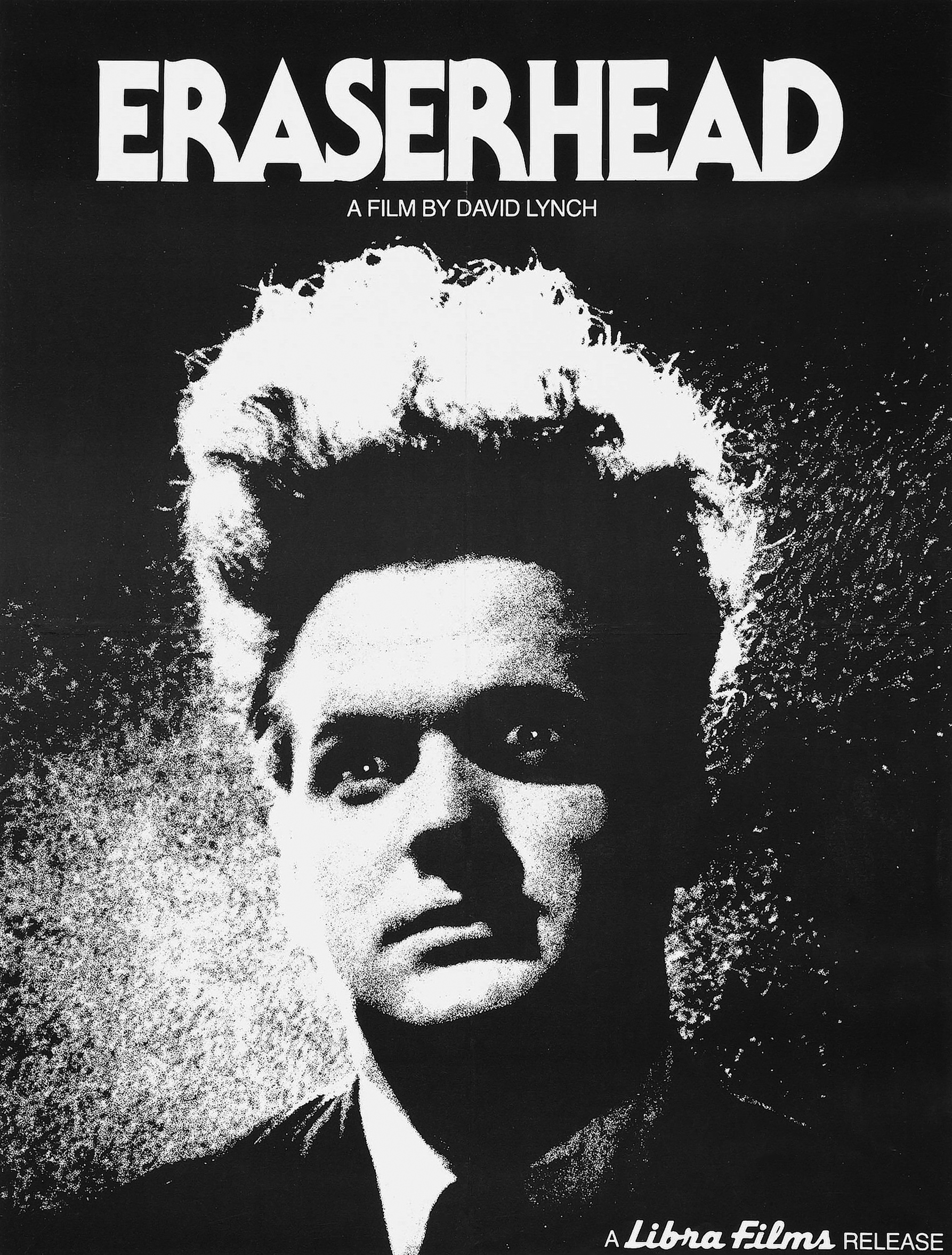
Постер для показу в кінотеатрах фільму Голова-гумка (1977)

У 1971 році Лінч разом із дружиною та дочкою переїхав до Лос-Анджелеса, де почав вивчати кіно в Консерваторії AFI, місце, яке він пізніше назвав «цілком хаотичним і неорганізованим, і це було чудово… ти швидко зрозумів, що, якщо збираєшся щоб щось зробити, тобі доведеться зробити це самому. Вони хотіли дозволити людям робити їхню справу». Він почав писати сценарій для запропонованого твору Gardenback, який «розгортався з цієї картини, яку я написав». У цій затії його підтримала низка діячів консерваторії, які заохочували його подовжити сценарій і додати більше діалогів, на що він неохоче погодився. Усі проблеми з написанням Gardenback втомили Лінча, що консерваторія надоїла йому і він кинув навчання зразу після того, як він повернувся, щоб розпочати навчання на другому курсі. Декан AFI Френк Деніел попросив Лінча переглянути рішення, вважаючи, що він був одним із найкращих студентів школи. Лінч погодився за умови, що він зможе створити проєкт, в який ніхто не буде лізти. Відчуваючи, що Gardenback не буде реалізованим, він узявся за новий фільм «Голова-гумка»
Планувалося, що «Голова-гумка» триватиме близько 42 хвилин (у підсумку вийшло 89 хвилин), сценарій мав лише 21 сторінку, і Лінчу вдалося створити фільм без будь-якого втручання. Знімання почали 29 травня 1972 року вночі в покинутих стайнях, що дозволило продюсерській групі, яка складалася переважно з Лінча та деяких його друзів, у тому числі Сісі Спейсек, Джека Фіска, оператора Фредеріка Елмса та звукорежисера Алана Сплета, створити камерну кімнату, зелену кімнату, монтажну кімнату, декорації, а також їдальню та ванну кімнату. AFI дав Лінчу грант у розмірі 10 000 доларів, але цього було недостатньо для завершення фільму, і під тиском студій, після успіху відносно дешевого художнього фільму Безтурботний наїзник, вона не змогла дати йому більше. Потім Лінч отримував позику від свого батька та гроші, які він заробив, коли працював кур'єром. Невдовзі після знімання «Голова-гумка» Лінч і Пеггі мирно розійшлися та розлучилися, і Лінч почав більше часу проводити на знімальному майданчику. 1977 року Лінч одружився з Мері Фіск, сестрою Джека Фіска.
Лінч сказав, що жоден рецензент фільму не зрозумів його так, як він хотів. Знятий у чорно-білому режимі «Голова-гумка» розповідає історію Генрі (Джек Ненс), тихого молодого чоловіка, який живе в антиутопічному промисловому містечку, чия дівчина народжує дитину, яку вона залишає на його піклування.
Через фінансові проблеми знімання фільму «Голова-гумка» було хаотичним, періодично припинялося і починалося знову. Саме в одній з таких перерв у 1974 році Лінч створив короткометражний фільм «Ампутація», однокадровий фільм тривалістю близько двох хвилин.
«Голова-гумка» нарешті закінчили в 1976 році. Лінч намагався залучити його до Каннського кінофестивалю, але хоча деяким рецензентам він сподобався, інші вважали його жахливим, і його не відібрали для показу. Рецензенти з Нью-Йоркського кінофестивалю також відхилили показ фільму, але його показали на кінофестивалі в Лос-Анджелесі, де про нього дізнався Бен Баренгольц, дистриб'ютор Elgin Theatre. Він підтримував фільм, допомагаючи розповсюджувати його по Сполучених Штатах у 1977 році, і фільм згодом став популярним. Стенлі Кубрик сказав, що це один із його улюблених фільмів усіх часів.

### 1980-ті:Людина-слон, Дюна та Синій оксамит
Після успіху Голова-гумка Стюарт Корнфельд, побачив це і пізніше сказав: «Я був просто вражений на 100 відсотків… Я думаю, що це найкраща річ, яку я коли-небудь бачив. Це був такий досвід очищення». Він погодився допомогти Лінчу з його наступним фільмом «Ронні-Ракета», для якого Лінч уже написав сценарій. Але незабаром Лінч зрозумів, що «Ронні-Ракета», фільм, який, за його словами, розповідає про «електрику та хлопця з рудим волоссям», Ніхто не збирався фінансувати такий фільм, тому він попросив Корнфельда знайти сценарій від когось іншого, який він міг би поставити. Корнфельд знайшов чотири. Почувши назву першої, «Людина-слон», Лінч вибрав цей сценарій.
Сценарій «Людина-слон», написаний Крісом де Вором та Еріком Берґреном, базувався на реальній історії про Джозефа Мерріка, чоловіка-каліку, який живе у вікторіанському Лондоні, якого утримували в цирковому шоу виродків під іменем Людина-слон, але пізніше взяв під опіку Лондонський хірург Фредерік Тревес. Лінч хотів внести деякі зміни, які б змінили історію від реальних подій, але, на його думку, створили би кращий сюжет, але йому потрібен був дозвіл Мела Брукса, оскільки компанія Брукса, Brooksfilms, відповідала за виробництво. Брукс після перегляду Голова-гумка, як вийшов із кінотеатру, обійняв Лінча, заявивши: «Ти божевільний! Я кохаю тебе! Ти прийшов».
У фільмі «Людина-слон» знявся Джон Херт у ролі Джона Мерріка (ім'я змінено на Джозеф) та Ентоні Хопкінс у ролі Тревеса. Знімання відбувалося у Лондоні. Попри те, що фільм сюрреалістичний і чорно-білий, його називають «одним із найбільш звичайних» фільмів Лінча. «Людина-слон» мав величезний комерційний успіх, та отримав визнання серед критиків. Також фільм отримав вісім номінацій на премію «Оскар», включаючи найкращу режисуру та найкращий адаптований сценарій.
Після успіху «Людина-слон» Джордж Лукас, шанувальник Голова-гумка, запропонував Лінчу можливість зняти третій фільм у його трилогії Зоряні війни: Повернення джедая. Лінч відмовився, сказавши, що «бути другим режисером його не цікавить», і стверджував, що Лукас повинен сам поставити фільм, оскільки фільм має відображати його власне бачення, а не Лінча. Невдовзі з'явилася можливість зняти ще одну високобюджетну науково-фантастичну епопею, коли Діно де Лаурентіс із De Laurentiis Entertainment Group попросив Лінча створити екранізацію науково-фантастичного роману Френка Герберта «Дюна» (1965). Лінч погодився, і при цьому також був зобов'язаний за контрактом створити дві інші роботи для компанії. Він почав писати сценарій на основі роману, спочатку разом з Крісом де Вором і Еріком Бергреном, а потім сам, коли Де Лорентіс був незадоволений їхніми ідеями. Лінч також брав участь у створенні деяких декораціях, намагаючись створити «певний вигляд», і йому особливо сподобалося будувати набір для нафтової планети Гіді Прайм, для якого він використовував «сталь, болти та порцеляну».
Дюна розгортається в далекому майбутньому у вигаданому всесвіті Галактичної імперії, якій підвладна безліч екзопланет. Ключову роль в її житті відіграє пустельна планета Арракіс, також звана Дюною, де видобувається унікальна речовина — меланж (або прянощі). Головний герой, Пол Атрід (Кайл Маклаклен), син дворянина, який бере контроль над пустельною планетою Арракіс, де вирощують рідкісну спецію меланж, найцінніший товар імперії. Лінч був незадоволений роботою, пізніше сказав: «Дюна була свого роду студійним фільмом. У мене не було остаточної версії. І потроху я підсвідомо йшов на компроміс». Більшість його кадрів згодом було вилучено з фінального кінотеатрального відрізку, різко згущуючи сюжет. Хоча Де Лаурентіс сподівався, що фільм буде таким же успішним, як «Зоряні війни», «Дюна» (1984) була комерційним провалом; його створення коштувало 45 мільйонів доларів, а всередині країни зібрали тільки 27,4 мільйона доларів. Пізніше Universal Pictures випустила «розширену версію» для синдикованого телебачення, яка містила майже годину відеознімання з монтажної кімнати та нову оповідь. Він не відображав намірів Лінча, але студія вважала його зрозумілішим, ніж оригінальна версія. Лінч заперечував проти змін і викреслив своє ім'я з розширеної версії, де Алан Сміті вважається режисером, а «Іуда Брут» (псевдонім, який придумав Лінч, відображаючи його почуття зради) — сценаристом.
Тим часом у 1983 році він почав писати та малювати комікс «Найзліша собака у світі», який містив графіку прив'язаного пса, який був настільки розлючений, що не міг рухатися, а також загадкові філософські посилання. Він виходив з 1983 по 1992 рік у Village Voice, Creative Loafing та інших таблоїдах та альтернативних виданнях. Приблизно в цей час Лінч також зацікавився фотографією як формою мистецтва і поїхав до північної Англії, щоб сфотографувати деградуючий промисловий ландшафт.
За контрактом Лінч все ще був зобов'язаний продюсувати два інші проєкти для Де Лаурентіса, перший з яких був запланований сиквел «Дюни», який через провал фільму так і не вийшов за рамки сценарію. Друга була особистішою роботою, заснованою на сценарії, над яким Лінч працював деякий час. Розвиваючись на основі ідей Лінча з 1973 року, дія фільму «Синій оксамит» розгортається в реальному місті Ламбертон, штат Північна Кароліна, і розповідає про студента коледжу Джеффрі Бомонта (МакЛахлан), який знаходить відрізане колосся в полі. Продовжуючи розслідування з подругою Сенді (Лора Дерн), він виявляє, що це пов'язано зі злочинною групою, яку очолює психопат Френк Бут (Денніс Гоппер), який викрав чоловіка та дитину співачки Дороті Валленс (Ізабелла Росселліні) і неодноразово ґвалтує її. Лінч назвав історію «мрією про дивні бажання, загорнуті в таємничу історію». 
Лінч включив у фільм поп-пісні 1960-х років, зокрема «In Dreams» Роя Орбісона та «Blue Velvet» Боббі Вінтона, остання з яких значною мірою надихнула фільм. Лінч сказав: "Це була пісня, яка послужила поштовхом для фільму… У ній було щось таємниче. Вона змусила мене задуматися про речі. І перше, про що я подумав, були газони — газони та околиці міста. Іншу музику до фільму написав Анджело Бадаламенті, який написав музику для більшості наступних робіт Лінча. Де Лаурентісу сподобався фільм, і він отримав підтримку на деяких перших спеціалізованих показах, але попередні покази для основної аудиторії були сприйняті дуже негативно, більшість глядачів ненавиділи фільм. Лінч досяг успіху з «Людиною-слоном», але полеміка «Синього оксамиту» з глядачами та критиками привела його до мейнстріму, і це стало величезним критичним і помірним комерційним успіхом. Фільм приніс Лінчу другу номінацію на премію «Оскар» за найкращу режисуру. Вуді Аллен, чия «Ганна та її сестри» була номінована на найкращий фільм, сказав, що: "«Синій оксамит» є його улюблений фільмом 1986 року. Наприкінці 1980-х років Лінч почав працювати на телебаченні, знявши короткометражний фільм "Ковбой та Француз " для французького телебачення в 1989 році.

### 1990-ті: Твін Пікс, Дикі серцем та інші твори
Приблизно в цей час він познайомився з телевізійним продюсером Марком Фростом, який працював над такими проєктами, як Hill Street Blues, і вони вирішили почати разом працювати над байопіком про Мерилін Монро за мотивами книги Ентоні Саммерса «Богиня: Таємне життя Мерилін Монро», але це так і не зрушилося з місця. Вони продовжили роботу над сценарієм комедії One Saliva Bubble, але це теж не було завершено. Під час розмови в кав'ярні Лінчу та Фросту прийшла в голову думка про труп, викинутий на берег озера, і вони почали працювати над своїм третім проєктом, який спочатку називався Північно-Західний прохід, але з часом Твін Пікс (1990–91). Драматичний серіал, дія якого відбувається в невеликому містечку в штаті Вашингтон, де була вбита популярна старшокласниця Лора Палмер, «Твін Пікс» показує спеціального агента ФБР Дейла Купера (Кайл Маклаклен) як слідчого, який намагається впіймати вбивцю та виявляє не тільки надприродні аспекти вбивства, а також багато таємниць містян; Лінч сказав: «Проєкт мав змішати поліцейське розслідування зі звичайним життям героїв». Пізніше він сказав: «Ми з Марком Фростом працювали разом, особливо на початкових етапах. Пізніше ми почали працювати окремо». Вони передали серіал ABC, яка погодилася профінансувати пілот і зрештою замовила сезон із семи епізодів.
Протягом першого сезону Лінч поставив два з семи епізодів, приділивши більше часу своєму фільму «Дикі серцем», але ретельно вибирав режисерів для інших епізодів. Він також з'явився в кількох епізодах як агент ФБР Гордон Коул. Серіал мав успіх, отримав високі рейтинги в Сполучених Штатах та багатьох інших країнах і незабаром породив культ. Незабаром другий сезон з 22 епізодів пішов у виробництво, але керівники ABC вважали, що інтерес публіки до шоу падає. Мережа наполягала на тому, щоб Лінч і Фрост передчасно розкрили особу вбивці Лори Палмер, на що Лінч неохоче погодився, пізніше Лінч назвав це одним із своїх найбільших професійних помилок. Після ідентифікації вбивці та перенесення серіалу з четверга на суботу ввечері, «Твін Пікс» продовжали ще на кілька епізодів, але був скасований через падіння рейтингів. Лінч, якому не подобалося напрямок сценаристів і режисерів у наступних епізодах, поставив останній епізод. Він закінчив це кліфегенгером (як у першому сезоні), пізніше сказавши: «Це не кінець. Це той кінець, з яким люди застрягли».
Крім того, під час виробництва «Твін Пікса» Бруклінська музична академія попросила Лінча та Бадаламенті, які написали музику для «Твін Пікса», створити театральну п'єсу, яка буде двічі представлена в 1989 році в рамках фестивалю New Music America. Результатом стала Industrial Symphony No. 1 : The Dream of the Broken Hearted, у якій брали участь постійні співавтори Лінча, такі як Лора Дерн, Ніколас Кейдж і [Майкл Дж. Андерсон, і містила п'ять пісень, які співала Джулі Круз. 1990 року Лінч створив 50-хвилинне відео виступу. Тим часом він також брав участь у створенні різних рекламних роликів для таких компаній, як  Yves Saint Laurent, Calvin Klein, Giorgio Armani та японської кавової компанії Namoi, у яких зображений японець, який шукає в Твін Пікс свою зниклу дружину.

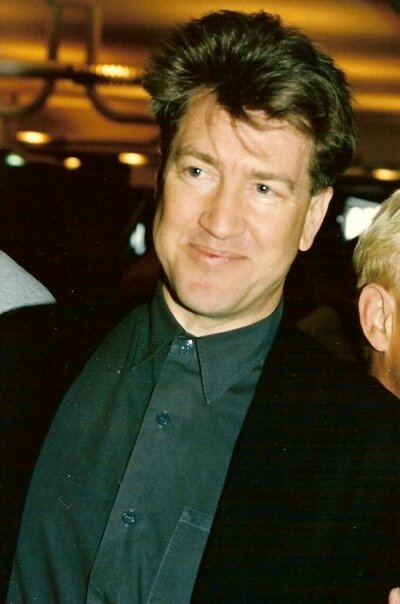
Лінч на Каннському кінофестивалі 1990 року

Поки Лінч працював над кількома першими епізодами «Твін Пікс», його друг Монті Монтгомері "дав мені книгу, яку він хотів зняти як фільм. Він запитав, чи можу я бути виконавчим продюсером або щось подібне, і я сказав: «Це чудово, Монті, а що, якщо я прочитаю це, закохаюся в нього і захочу зробити це сам?» І він сказав: «У такому випадку ви можете зробити це самі». Книгою був роман Баррі Гіффорда «Дикі серцем: історія Сейлора та Лули» про двох закоханих у подорожі. Лінч відчув, що це була «найправильна річ у потрібний час. Книга та насильство в Америці злилися в моїй свідомості, і сталося багато різних речей». За підтримки Гіффорда Лінч адаптував роман у фільм «Дикі серцем»,
з Ніколасом Кейджем у ролі Сейлора та Лорою Дерн у ролі Лули. Описуючи його сюжет як дивне поєднання «дороги, історії кохання, психологічної драми та жорстокої комедії», Лінч змінив більшу частину оригінального роману, змінивши кінцівку та включивши численні посилання на Чарівника країни Оз. Попри стриману реакцію американських критиків і глядачів, «Дикі серцем» здобули «Золоту пальмову гілку» на Каннському кінофестивалі 1990 року.
Після успіху «Дикі серцем» Лінч повернувся до «Твін Пікс», цього разу без Фроста, щоб створити фільм, який був передусім приквелом, але частково й продовженням. Лінч сказав: «Мені сподобалася ідея історії, що повертається вперед і назад у часі». У результаті «Твін Пікс: Вогню, іди зі мною» (1992) переважно розповідав про останні кілька днів життя Лори Палмер і був набагато «темнішим», ніж телесеріал, з більшою частиною видалення гумору та розгляд таких тем, як інцест і вбивство. Лінч сказав, що фільм про «самотність, сором, провину, розгубленість і спустошення жертви інцесту». Фінансувала компанія CIBY-2000, більшість акторського складу серіалу повторили свої ролі, хоча деякі відмовилися, а багато хто не ставився до проєкту з ентузіазмом. Фільм зазнав комерційного провалу в Сполучених Штатах на момент його виходу, але відтоді він пережив критичну оцінку. Деякі критики, такі як Марк Кермоуд, назвали його «шедевром» Лінча.
Тим часом Лінч працював над новими телешоу. Він і Фрост створили комедійний серіал On the Air (1992), який було скасовано після виходу трьох епізодів, і вони з Монті Монтгомері створили трисерійний мінісеріал HBO Hotel Room (1993) про події, які відбуваються в одному номері готелю в різні дати.
У 1993 році Лінч співпрацював з японським музикантом Йошікі над відео на пісню X Japan «Longing ~Setsubou no Yoru~». Відео ніколи не було офіційно оприлюднено, але Лінч стверджував у своїх мемуарах 2018 року «Кімната для мрій», що «деякі кадри такі до біса гарні, що ви не можете в це повірити».
Після невдалих телевізійних проєктів Лінч повернувся до кіно. 1997 року він випустив нелінійний нуареск «Загублене шосе», який був написаний у співавторстві з Баррі Гіффордом, а в головних ролях знялися Білл Пуллман і Патриція Аркетт. Фільм зазнав комерційної невдачі і отримав неоднозначну реакцію критиків.
Тоді Лінч почав працювати над фільмом за сценарієм Мері Суїні та Джона Е. Роуча «Проста історія», оснований на реальній історії: про Елвіна Стрейта (Річард Фарнсворт), літнього чоловіка з Лоренса, штат Айова, який вирушає в 300-мильну подорож, щоб відвідати свого хворого брата (Гаррі Дін Стентон) у Маунт-Зіон, штат Вісконсин, на газонокосарці. На запитання, чому він вибрав цей сценарій, Лінч сказав: «Це те, у що я закохався потім», і висловив своє захоплення Стрейтом, описавши його як «схожого на Джеймса Діна, тільки він старий». Бадаламенті написав музику до фільму, сказавши, що вона «дуже відрізняється від тієї музики, яку він створював для [Лінча] в минулому».
Серед численних відмінностей від інших фільмів Лінча, «Проста історія» не містить ненормативної лексики, сексуальності чи насильства, і отримав рейтинг G (загальний перегляд) Асоціацією кінематографів Америки, що стало «шокуючою новиною» для багатьох у кіноіндустрії, які були здивовані тим, що це «не заважало, не ображало і не містифікувало». Ле Блан і Оделл пишуть, що сюжет «здавався настільки далеким від попередніх робіт Лінча, наскільки це можна було собі уявити, але насправді з самого початку це повністю його фільм — сюрреалістичне роуд-муві».

### 2000-ті: Малголленд Драйв та інші роботи

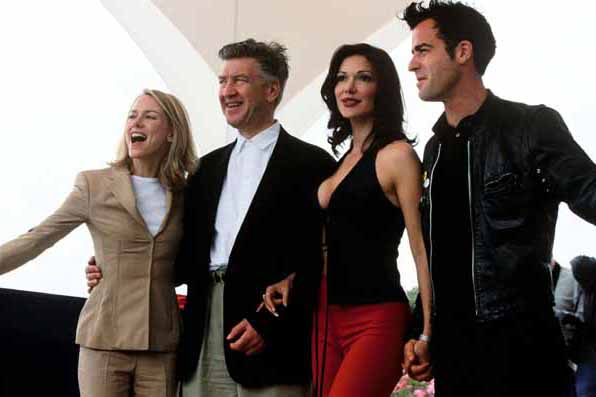
Наомі Уоттс, Девід Лінч, Лаура Елена Харрінг і Джастін Теру на Каннському кінофестивалі 2001

Того ж року Лінч знову звернувся до ABC з ідеями для телевізійної драми. Мережа дала Лінчу добро на знімання двогодинного пілотного фільму для серіалу «Малголланд Драйв», але суперечки щодо змісту та тривалості призвели до того, що проєкт було відкладено на невизначений термін. Але отримавши 7 мільйонів доларів від французької продюсерської компанії StudioCanal, Лінч завершив створення пілотного фільму «Малголланд Драйв». У фільмі — нелінійній наративній сюрреалістичній розповіді про темну сторону Голлівуду — зіграли Наомі Воттс, Лора Геррінґ і Джастін Теру. Він показав відносно хороші касові збори в усьому світі та мав критичний успіх, Лінч отримав «Найкращий режисер» на Каннському кінофестивалі 2001 року (ділився з Брати Коен за фільм «Людина, якої не було») і найкращий режисер від Асоціації кінокритиків Нью-Йорка. Він також отримав свою третю номінацію на премію «Оскар» за найкращу режисуру. 2016 року фільм був названий найкращим фільмом 21-го століття за результатами опитування BBC серед 177 кінокритиків із 36 країн.
Зі зростанням популярності Інтернету Лінч вирішив використати його як канал розповсюдження, випустивши кілька нових серіалів, які він створив ексклюзивно на своєму веб-сайті davidlynch.com, який вийшов в Інтернет 10 грудня 2001 року. 2002 року він створив серію онлайн-шорт DumbLand. Навмисно грубий за змістом і виконанням серіал із восьми епізодів пізніше вийшов на DVD. Того ж року Лінч випустив сюрреалістичний ситком «Кролики» про родину гуманоїдних кроликів. Пізніше він зробив свої експерименти з цифровим відео у формі короткометражного фільму жахів «Темна кімната» у японському стилі. 2006 року виходить повнометражний фільм Лінча «Внутрішня імперія». Три години — це найдовший з його фільмів. Подібно до Малголленд Драйв і Загублене шосе, він не дотримується традиційної структури оповіді. У ньому зіграли постійні учасники Лінча Лора Дерн, Гаррі Дін Стентон і Джастін Теру, а Наомі Воттс і Лора Геррінґ озвучили Сьюзі та Джейн Реббіт у епізодичних ролях, а також Джеремі Айронса. Лінч назвав «Внутрішня імперія» «загадкою про жінку в біді». Щоб популяризувати це, він з'явився з коровою та плакатом із гаслом «Без сиру не було б внутрішньої імперії».
У 2009 році Лінч створив документальний веб-серіал, знятий його сином Остіном Лінчем і другом Джейсоном С., Interview Project. Зацікавившись роботою з Вернером Герцогом, у 2009 році Лінч співпрацював над фільмом Герцога «Мій сину, мій сину, що ти наробив». Завдяки нестандартній розповіді, фільм оснований на реальній історії актора, який вчинив матерівбивство, знімаючись у виставі «Орестея», і зіграла постійну роль Грейс Забріскі. 2009 року Лінч планував зняти документальний фільм про Махаріші Махеш Йогі, який складатиметься з інтерв'ю з людьми, які його знали, але з цього нічого не вийшло.

### 2010-ті: продовження роботи, відродженняТвін Пікс
У 2010 році Лінч почав озвучувати бармена Гаса в спін-оффі Сім'янина Шоу Клівленда. Його переконав з'явитися в шоу головний актор Майк Генрі, фанат Лінча, який відчув, що все його життя змінилося після перегляду «Дикі серцем».
Lady Blue Shanghai — це 16-хвилинний рекламний фільм, написаний, зрежисований і змонтований Лінчем для Dior. Він вийшов в Інтернеті в травні 2010 року.
Лінч зрежисував концерт англійської групи нової хвилі Duran Duran 23 березня 2011 року.
Короткометражний мультфільм I Touch a Red Button Man, спільна робота Лінча та гурту Interpol, демонструвався на задньому плані під час концерту Interpol на фестивалі музики та мистецтв Coachella Valley в квітні 2011 року. .
Вважалося, що Лінч збирався піти з кіноіндустрії; за словами Абеля Феррари, Лінч «навіть більше не хоче знімати фільми». У червні 2012 року в інтерв'ю «Лос-Анджелес Таймс» Лінч сказав, що йому не вистачає натхнення почати новий кінопроєкт, але «якби я отримав ідею, яка мені сподобалася, я б пішов працювати завтра». У листопаді 2012 року Лінч натякнув на плани щодо нового фільму під час відвідування Camerimage у Бидгощі, Польща, кажучи: «Щось насувається. Це станеться, але я не знаю точно, коли». У січні 2013 року в інтерв'ю Los Angeles Times Лора Дерн підтвердила, що вони з Лінчем планують новий проєкт, а The New York Times пізніше виявила, що Лінч працював над сценарієм.
Короткий документальний фільм Idem Paris про процес літографії вийшов онлайн у лютому 2013 року. 28 червня 2013 року вийшов кліп Лінча на пісню Nine Inch Nails «Came Back Haunted». Він також зробив фотографії для однойменного альбому Dumb Numbers, що вийшов в серпні 2013 року.

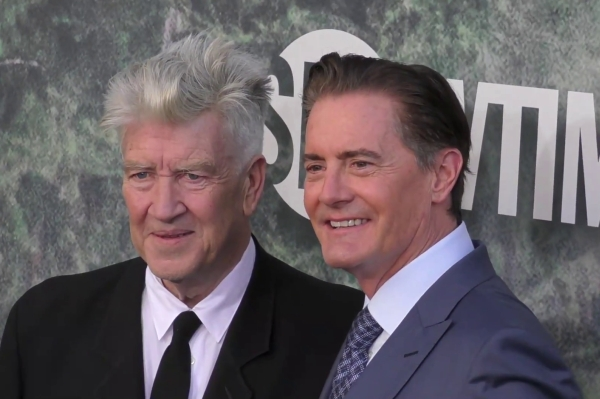
Лінч (зліва) з Кайлом Маклакланом на прем'єрі фільму «Твін Пікс: Повернення» у 2017 році

6 жовтня 2014 року Лінч підтвердив через Twitter, що вони з Фростом почнуть знімання нового дев'ятисерійного сезону Твін Пікс у 2015 році, а епізоди, як очікується, вийдуть в ефір у 2016 році на Showtime. Лінч і Фрост написали всі епізоди. 5 квітня 2015 року Лінч оголосив через Twitter, що проєкт все ще живий, але він більше не збирається бути його постановником, оскільки бюджет був занадто малим для того, що він хотів зробити. 15 травня 2015 року він заявив через Twitter, що повернеться до відродження, владнавши негаразди із Showtime. Генеральний директор Showtime Девід Невінс підтвердив це, оголосивши, що Лінч буде режисером кожного епізоду відродження і що початкові дев'ять епізодів були розширені до 18. Знімання завершили до квітня 2016 року. Прем'єра двох епізодів відбулася 21 травня 2017 року.
З моменту виходу останнього епізоду «Повернення» висловлювались припущення про четвертий сезон. Лінч не заперечував можливість ще одного сезону, але сказав, що якщо це станеться, то він вийде в ефір не раніше 2021 року.

### 2020-ті: прогнози погоди та короткометражні фільми
У 2000-х роках Лінч робив прогноз погоди на своєму неіснуючому сайті. Пізніше він повернувся до створення звітів про погоду зі своєї квартири в Лос-Анджелесі разом із двома новими серіалами «Над чим сьогодні працює Девід Лінч?», де розповідається про те, як він створює колажі, і Today's Number Is… , де щодня він вибирав випадкове число від 1 до 10 за допомогою баночки з десятьма пронумерованими кульками для пінг-понгу. У червні 2020 року Лінч перевипустив на YouTube свій веб-серіал 2002 року «Кролики». 17 липня 2020 року його магазин товарів випустив набір масок для обличчя з зображенням Лінча для пандемії COVID-19. У лютому 2022 року було оголошено, що Лінча затвердили на роль у фільмі Стівена Спілберга «Фабельмани», яку Variety на той час називав «суворо охоронюваною таємницею», а пізніше виявилося, що це камео — Лінч зіграв кінорежисера Джона Форда, зустріч якого з протагоністом фільму висвітлюється в його останній сцені.
У 2021 році було оголошено, що Лінч працює над новим проєктом для Netflix під робочими назвами Wisteria та Unrecorded Night. Він мав написати сценарій та поставити 13 епізодів із бюджетом у 85 мільйонів доларів. Виробництво було заплановано на травень 2021 року в Лос-Анджелесі.
У квітні 2022 року Variety повідомило, що у Лінча заплановано прем'єру фільму на Каннському кінофестивалі 2022 року, у якому, ймовірно, будуть зніматися Лаура Дерн і Наомі Воттс. Незрозуміло, чи було це пов'язано з проєктом Wisteria, з яким Лінч був пов'язаний у 2021 році. Наступного дня Лінч спростував цю інформацію в інтерв'ю Entertainment Weekly, сказавши: «У мене немає нового фільму. Це загальні чутки. Так ось. Цього не відбувається. У мене немає проєкту. У мене немає нічого в Каннах».
В останні роки життя хворів на емфізему легень, пересувався з кисневим балоном. 16 січня 2025 року Лінч помер у віці 78 років від зупинки серця. За декілька днів до своєї смерті режисер був евакуйований зі свого дому в Лос-Анджелесі через масштабні лісові пожежі в регіоні. 22 січня Лінч був кремований із похованням праху на цвинтарі «Голлівуд-Форевер».

## Сім'я

### Партнерки
Перший шлюб — Пеггі Ленц (одруж. 1968, розлуч. 1974).
Другий шлюб — Мері Фіск (одруж. 1977, розлуч. 1987).
Партнерка — Ізабелла Росселліні (без оформлення шлюбу, 1986—1991).
Третій шлюб — Мері Свіні (у стосунках з 1991, одруж. 2006, розлуч. 2007).
Четвертий шлюб — Емілі Стофл (одруж. 2008, розлуч. 2023).

### Діти
Дочка від першого шлюбу — кінорежисерка й письменниця Дженніфер Лінч.
Син від другого шлюбу — Остін Джек Лінч (1982).
Син від партнерства з Мері Свіні — Райлі Свіні Лінч (1992).
Дочка від четвертого шлюбу — Лула Боґінія Лінч (2012).

## Підтримка України
25 лютого 2022 року кінорежисер виступив із підтримкою українського народу та засудженням вторгнення Росії в Україну. На своєму YouTube-каналі під час щоденного прогнозу погоди закликав президента Росії зупинити агресію та припинити сіяти смерть і руйнування в Україні.

## Дискографія

### Альбоми
- Eraserhead: Original Soundtrack (1982)
- Lux Vivens: The Music of Hildegard von Bingen (з Jocelyn Montgomery, 1998)
- BlueBob (з John Neff, 2001)
- Twin Peaks: Season Two Music and More (з Анджело Бадаламенті, 2007)
- The Air is on Fire: Soundscape (2007)
- Polish Night Music (з Мареком Жебровським, 2008)
- Danger Mouse and Sparklehorse: Dark Night of the Soul (2010; Лінч взяв участь у двох піснях.)
- This Train (з Кристою Белл, 2011)
- Crazy Clown Time (2011)
- The Big Dream (15 липня 2013)[14]
- Somewhere in the Nowhere EP (з Кристою Белл, 2016)
- Thought Gang (з Анджело Бадаламенті, 2018)[15][16]

### Сингли
- «Ghost of Love» (2007)
- «Good Day Today» / «I Know» (2010)

## Фільмографія
Колекція фільмів Лінча зберігається в Academy Film Archive, де збереглися дві його студентські роботи.

### Повнометражні фільми
| Рік  | Українська назва              | Оригінальна назва             |
| ---- | ----------------------------- | ----------------------------- |
| 1977 | Голова-гумка                  | Eraserhead                    |
| 1980 | Людина-слон                   | The Elephant Man              |
| 1984 | Дюна                          | Dune                          |
| 1986 | Синій оксамит                 | Blue Velvet                   |
| 1990 | Дикі серцем                   | Wild at Heart                 |
| 1992 | Твін Пікс: Вогню, іди зі мною | Twin Peaks: Fire Walk With Me |
| 1995 | Люм'єр та компанія            | Lumière and Company           |
| 1997 | Загублене шосе                | Lost Highway                  |
| 1999 | Проста історія                | The Straight Story            |
| 2001 | Малголленд Драйв              | Mulholland Drive              |
| 2006 | Внутрішня імперія             | INLAND EMPIRE                 |

### Короткометражні фільми
- 1966 — «Шість хворих осіб» / Six Figures Getting Sick
- 1968 — «Алфавіт» / The Alphabet
- 1970 — «Бабуся» / The Grandmother
- 1974 — «Ампутація» / The Amputee
- 1988 — «Ковбой та Француз» / Les Français vus par: The Cowboy and the Frenchman
- 1990 — «Індустріальна симфонія #1: Мрія розбитих сердець» / Industrial Symphony No. 1: The Dream of the Broken Hearted
- 2002 — «Кролики» / Rabbits
- 2002 — «Темна кімната»/ Darkened Room
- 2007 — «Човен» / Boat
- 2017[18] — «Що зробив Джек?» / What Did Jack do?

### Телевізійні серіали
- 1990–1991 — «Твін Пікс» / Twin Peaks
- 1992 — «У прямому ефірі» / On the Air
- 1993 — «Готельна кімната» / Hotel Room
- 2017 — «Твін Пікс: Повернення» / Twin Peaks: The Return

## Нагороди

### Основні кінопремії
- Золота пальмова гілка (Каннський кінофестиваль), 1990 (за фільм «Дикі серцем»).
- Оскар (кінопремія), 2019 (за внесок у кіномистецтво).
- Сезар (кінопремія), 1982 і 2002 (за найкращий іноземний фільм).
- Боділ (кінопремія), 2000 і 2003 (за найкращий американський фільм).
- Золотий лев (Венеціанський кінофестиваль), 2006.
- Премії Бостонського товариства кінокритиків (1987, 2002), Лос-Анджелеської асоціації кінокритиків (1987, 2002), Національного товариства кінокритиків (1986), Чиказької асоціації кінокритиків (2002), Торонтської асоціації кінокритиків (2001).

### Державні нагороди
- Орден Почесного легіону (ступінь кавалера — 2002[19]; ступінь офіцера — 2009[19]).

### Нагороди міст
- «Ключі від міста» (м. Бидгощ, Польща), 2012[20].

### Почесні наукові ступені
- Почесний доктор Американського інституту кіномистецтва (2012)[21], Пенсільванської академії витончених мистецтв (2015)[22], Національної академії театрального і кіномистецтва «Кр. Сарафов» (Болгарія, 2007)[23], Університету менеджменту Магаріші (2016, тепер Міжнародний університет Магаріші)[24].